# Шейка-Маре (комуна)
Шейка-Маре (рум. Șeica Mare) — комуна у повіті Сібіу в Румунії. До складу комуни входять такі села (дані про населення за 2002 рік):
- Боарта (451 особа)
- Буя (634 особи)
- Мігіндоала (2 особи)
- Петіш (89 осіб)
- Шейка-Маре (3480 осіб) — адміністративний центр комуни
- Штеня (186 осіб)

Комуна розташована на відстані 232 км на північний захід від Бухареста, 26 км на північ від Сібіу, 93 км на південний схід від Клуж-Напоки, 119 км на захід від Брашова.

## Населення
За даними перепису населення 2002 року у комуні проживали 4842 особи.
Національний склад населення комуни:
| Національність | Кількість осіб | Відсоток |
| -------------- | -------------- | -------- |
| румуни         | 4375           | 90,4%    |
| угорці         | 331            | 6,8%     |
| цигани         | 77             | 1,6%     |
| німці          | 58             | 1,2%     |
| євреї          | 1              | < 0,1%   |

Рідною мовою назвали:
| Мова      | Кількість осіб | Відсоток |
| --------- | -------------- | -------- |
| румунська | 4475           | 92,4%    |
| угорська  | 311            | 6,4%     |
| німецька  | 56             | 1,2%     |

Склад населення комуни за віросповіданням:
| Релігія                                       | Кількість осіб | Відсоток |
| --------------------------------------------- | -------------- | -------- |
| православні                                   | 4261           | 88,0%    |
| реформати                                     | 217            | 4,5%     |
| греко-католики                                | 152            | 3,1%     |
| римо-католики                                 | 117            | 2,4%     |
| лютерани (Синодально-пресвітеріанська церква) | 45             | 0,9%     |
| п'ятдесятники                                 | 19             | 0,4%     |
| адвентисти                                    | 10             | 0,2%     |
| лютерани (Аугсбурзького сповідання)           | 9              | 0,2%     |
| баптисти                                      | 8              | 0,2%     |
| бретрени                                      | 3              | 0,1%     |
| лютерани                                      | 1              | < 0,1%   |